# Шей, Брек
Дэйн Бре́ккен «Брек» Шей (англ. Dane Brekken "Brek" Shea; 28 февраля 1990, Колледж-Стейшен, Техас, США) — американский футболист, крайний полузащитник. Выступал за сборную США.

## Клубная карьера

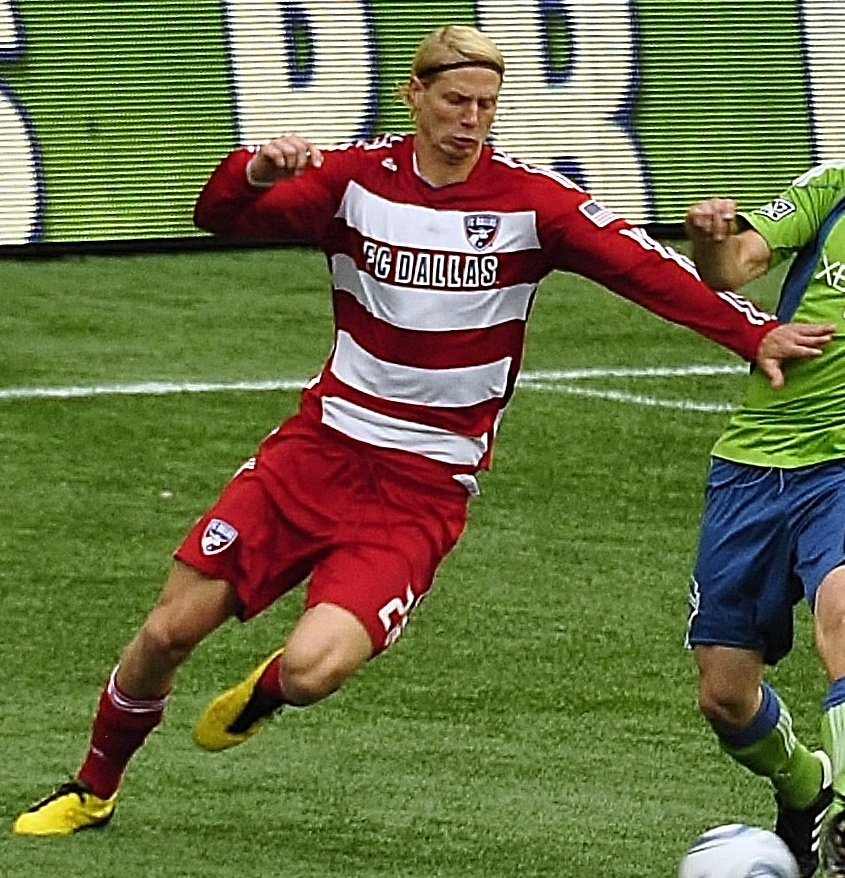
Брек в составе «Далласа»

### Ранние годы
В подростковом возрасте Брек выступал за юношеский клуб «Даллас Тексанс» в составе которого выиграл чемпионат штата четыре раза подряд. Затем поступил в футбольную академию «Ай-эм-джи» во Флориде, которую окончил в десятке лучших в своём классе. В октябре 2007 года тренировался с «Болтон Уондерерс» в Англии.

### «Даллас»
Шей не выступал на университетском уровне, вступив в профессиональную лигу сразу после школы. В 2008 году был задрафтован клубом «Даллас» под вторым номером в Супердрафте MLS. Дебютный матч в лиге MLS Шей сыграл 20 апреля 2008 года в матче против «Чивас США», в котором вышел на замену на 86-й минуте. В дальнейшем участвовал в пяти международных товарищеских матчах и в восьми матчах лиги резервов, но был вынужден закончить сезон преждевременно в связи с травмой правого колена 19 сентября 2008 года. Первый старт Брека в основном составе в матче за клуб произошёл 23 мая 2009 года в игре против «Лос-Анджелес Гэлакси».
На протяжении двух следующих сезонов Шей выступал в роли как нападающего, так и центрального полузащитника и защитника. В сезоне 2010 года закрепился в роли крайнего левого полузащитника. Свой первый гол в профессиональной лиге Брек забил 15 мая 2010 года в матче против «Филадельфии Юнион».
Сезон 2011 года, Шей начал в позиции центрального защитника. В матче против «Ванкувер Уайткэпс», когда опорный полузащитник Давид Феррейра получил травму, Брек занял его место и успешно выступил на этой позиции. В последующих матчах продолжал выступать в полузащите, был отобран в число участников «Матча всех звёзд MLS», в котором не смог сыграть из-за конфликта расписаний с матчем Лиги чемпионов, стал лучшим бомбардиром клуба с 11 голами и был включён в символическую сборную MLS. По окончании сезона провёл месяц на тренировочных сборах «Арсенала» под опекой Арсена Венгера.
Сезон 2012 стал менее успешным для Брека из-за травм. В ноябре ему была сделана операция по удалению кости из правой ступни.

### «Сток Сити»
В январе 2013 года Шей участвовал в тренировках с клубом «Сток Сити». 31 января 2013 года подписал контракт с клубом на четыре с половиной года на сумму в 2,5 млн фунтов. 23 февраля выступил в дебютном матче за «Сток Сити» в игре против «Фулхэма». В дальнейшем, вышел на замену в ещё одном матче, после чего тренер Тони Пьюлис вывел его из основного состава до конца сезона в связи с травмой.
1 января 2014 года перешёл на правах аренды в «Барнсли» и в тот же день дебютировал за клуб в матче против «Бирмингем Сити».

### «Орландо Сити»
19 декабря 2014 года Брек Шей был представлен в качестве игрока новой франшизы MLS «Орландо Сити». 8 марта 2015 года в матче против «Нью-Йорк Сити», первой официальной игре в истории клуба, он вышел в стартовом составе на месте левого защитника. Первый гол за «Орландо» он забил 3 апреля 2016 года в ворота «Портленд Тимберс».

### «Ванкувер Уайткэпс»
Перед самым началом сезона 2017 Шей был обменян в канадский «Ванкувер Уайткэпс» на Джайлза Барнса. За «Уайткэпс» дебютировал 2 марта в ответном четвертьфинальном матче Лиги чемпионов КОНКАКАФ 2016/17 против «Нью-Йорк Ред Буллз». Во втором матче полуфинала Лиги чемпионов против мексиканского «УАНЛ Тигрес» 5 апреля забил свой первый гол за «Уайткэпс». В феврале 2018 года Шей утратил в «Ванкувере» статус назначенного игрока. По окончании сезона 2018 «Ванкувер Уайткэпс» отклонил опцию продления контракта с Шеем.

### «Атланта Юнайтед»
30 декабря 2018 года Шей подписал однолетний контракт с «Атлантой Юнайтед». За «Атланту» дебютировал 28 февраля в ответном матче 1/8 финала Лиги чемпионов КОНКАКАФ 2019 против коста-риканского «Эредиано», отметившись голевой передачей. 14 июля в матче против «Сиэтл Саундерс» Шей получил травму правого колена, из-за которой был вынужден завершить сезон досрочно. После окончания сезона 2019 контракт Шея с «Атлантой Юнайтед» истёк.

### «Интер Майами»
На заключительном этапе восстановления от травмы Шей тренировался в тренировочном центре клуба-новичка MLS «Интер Майами» и 25 июня 2020 года подписал контракт с клубом. За «Интер Майами» дебютировал 23 августа в матче против «Орландо Сити», выйдя на замену во втором тайме. В матче против «Орландо Сити» 12 сентября забил свой первый гол за «Интер Майами». По окончании сезона 2020 контракт Шея с «Интер Майами» истёк, но 29 декабря 2020 года клуб переподписал игрока. По окончании сезона 2021 Шей вновь остался без контракта, но 19 января 2022 года подписал с «Интер Майами» новый однолетний контракт на сезон 2022 с опцией продления на сезон 2023. В конце сезона 2022 «Интер Майами» не продлил контракт с Шеем.
4 мая 2023 года Брек Шей и Джефф Кэмерон объявили о завершении футбольной карьеры и планах начать совместный бизнес.

## Международная карьера
Шей начал выступать за сборные США с подросткового возраста, сначала за сборную до 17 лет, затем продолжив в сборной до 20 лет. В первый раз был приглашён во взрослую сборную страны в возрасте 18 лет, когда был включён в состав на игру против Барбадоса в ответном матче второго раунда отборочного турнира чемпионата мира 2010, но на поле не вышел.
В сентябре 2010 года Шей выступил в своём первом матче за сборную, отыграв первый тайм в товарищеском матче против Колумбии. Он стал первым игроком, рождённым в 1990-х, который принял участие в матче взрослой сборной.
В январе 2011 года был в третий раз включён в состав и провёл свой второй матч за сборную, отыграв 60 минут в матче против Чили.
Под руководством нового тренера сборной, Юргена Клинсмана, был заявлен одним из семи полузащитников на товарищеский матч против Мексики 10 августа 2011 года. Брек вышел на замену Джермейну Джонсу на 60-й минуте и зарегистрировал свою первую голевую передачу за сборную, отдав пас Робби Роджерсу, который сравнял счёт в матче.
Шей забил свой первый гол за сборную в матче против Коста-Рики в групповой стадии Золотого кубка КОНКАКАФ 2013. Гол стал решающим и игра завершилась со счётом 1:0. Брек также отличился в финальном матче Золотого кубка 2013 против Панамы, забив единственный гол встречи, принёсший победу сборной США в турнире.

### Голы за сборную США
| #  | Дата           | Место                              | Противник  | Счёт | Результат | Соревнование                |
| -- | -------------- | ---------------------------------- | ---------- | ---- | --------- | --------------------------- |
| 1. | 16 июля 2013   | «Рентшлер Филд», Ист-Хартфорд, США | Коста-Рика | 1:0  | 1:0       | Золотой кубок КОНКАКАФ 2013 |
| 2. | 28 июля 2013   | «Солджер Филд», Чикаго, США        | Панама     | 1:0  | 1:0       | Золотой кубок КОНКАКАФ 2013 |
| 3. | 28 января 2015 | «Эль Теньенте», Ранкагуа, Чили     | Чили       | 1:0  | 2:3       | Товарищеский матч           |
| 4. | 31 марта 2015  | «Летцигрунд», Цюрих, Швейцария     | Швейцария  | 1:0  | 1:1       | Товарищеский матч           |

## Личная жизнь
В свободное время Шей занимается живописью. У Брека есть свой сайт, Left Foot Studio, на котором выставлены его рисунки и абстрактный дизайн.

## Достижения
Командные
 сборная США
- Обладатель Золотого кубка КОНКАКАФ: 2013

Личные
- Молодой футболист года в США: 2011
- Член символической сборной MLS: 2011